# Chronique d'Alphonse XI

La Chronique d'Alphonse XI (en espagnol : Crónica de Alfonso Onceno) est une chronique royale espagnole datant du XIVe siècle. Elle raconte la vie et les faits et gestes du roi Alphonse XI de Castille, depuis sa minorité jusqu'à l'épique siège d'Algésiras (1342).
Il est possible que son auteur soit Fernán Sánchez de Valladolid, chroniqueur d'Alphonse XI. Ce dernier lui aurait ordonné de faire un récit des faits historiques qui se sont déroulés dans la Couronne de Castille. L'auteur a rapporté également les événements survenus lors des règnes d'Alphonse X le Sage, Sancho IV le Brave et Ferdinand IV l'Ajourné.
Il s'agit peut-être de la première chronique royale au sens strict du terme, car elle est centrée sur la vie du roi et organise les faits pour créer tout un cadre historique qui en fin de compte, transforme l'ouvrage en un instrument incontournable pour étudier l'Espagne de l'époque.
On peut distinguer deux grandes parties:
- La minorité du souverain, lors de laquelle s'est manifestée la déloyauté de l'aristocratie,
- Le désir de justice d'Alphonse XI, et la mise en valeur de sa lutte tenace contre les maures.

Cette seconde partie raconte en particulier le siège d'Algésiras d'août 1342 à mars 1344. On suppose que les épisodes de ce siège ont été écrits dans le camp chrétien par les scribes royaux. Cette œuvre narre en détail les différentes actions observées de l'extérieur de la cité. Chaque mois du siège fait l'objet d'un chapitre différent.

## Éditions
- (es) Francisco Cerdá y Rico, Crónica de Alfonso Onceno, Madrid, Imprenta de Don Antonio de Sancha, 1787, 2e éd., 630 p. (lire en ligne)

## Sources
- (es) Cet article est partiellement ou en totalité issu de l’article de Wikipédia en espagnol intitulé « Crónica de Alfonso Onceno » (voir la liste des auteurs).